# Antoine-Joseph Moneuse
Antoine-Joseph Moneuse (né Marly le 3 mars 1769 - mort à Douai le 18 juin 1798), dit Capitaine Moneuse, est un chauffeur, bandit de grand chemin et assassin français. Il fut décapité sur la Grand Place de Douai.

## Biographie
Antoine-Joseph Moneuse est issu d’une famille ayant déjà eu affaire avec la justice. Son grand-père est mort à la prison de Saint-Omer où il purgeait une peine de 14 années à la suite du pillage de troncs d’église.
Selon certaines sources Antoine-Joseph Moneuse pourrait être né à Douai Saint Albin. En effet selon certains historiens on ne trouve pas de trace d'archives à Marly le concernant. Ceci reste toutefois à prouver. Il était désigné, selon les actes par Antoine Moneuse le Bandit, Antoine Moneuse ou Monneuse, Capitaine des Chauffeurs du nord, le brigand Moneuse.
La profession déclarée d'Antoine Moneuse était farinier et marchand de toutes espèces. Voici la description de cet habitant de Saint-Vaast-les-Vallées :« taille ; 5 pieds 5 pouces, cheveux noirs, visage ovale, pâle, maigre, yeux gris, nez aquilin, bouche moyenne et menton rond. »
Sa famille originaire d’Armentières après avoir résidé à Marly vient s’installer en 1776 à Saint Vaast les Vallées (nom de l’époque), aujourd'hui Saint-Waast. Le père d'Antoine-Joseph était meunier et fut tué d’un coup de sabre au cours d’une rixe. Ensuite commence pour Antoine-Joseph une vie faite de petits larcins, bagarres et vols. Il se met au service du Lillois François-Marie Salembier, chef des « Chauffeurs du Nord » avec qui il va apprendre le métier.
Il sévit dans le Hainaut belge et dans le nord de la France à Feignies, Roisin, Bavay, Dour, Binche, Quévy, Hyon, Ciply, Thulin. Il volait aussi bien les diligences que les maisons, en faisant avouer à ses victimes l'emplacement de leurs biens par la torture : il leur mettait les pieds dans l'âtre de la cheminée. Sa bande est à effectif variable selon l’ampleur des mauvais coups à perpétrer. Moneuse lui-même déclarait pouvoir compter sur 300 âmes. Il fut impliqué dans de nombreuses affaires criminelles qui défrayèrent la chronique à l'époque : le supplice du fermier Populaire à Wasmes, le drame de la Houlette à Roisin, l’attaque du château des Mottes à Feignies, etc.

### Le drame de la Houlette à Roisin

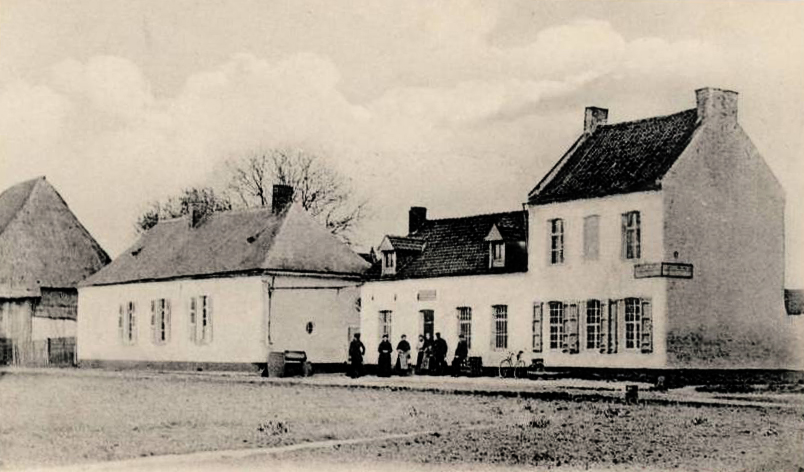
Roisin (la Houlette) où se passa le drame du 22 novembre 1795 par Moneuse et sa bande

Le 22 novembre 1795, Moneuse et une dizaine d'hommes attaquent l'auberge de la Houlette, tenue par le père Couez (Jean-Philippe Couez), pour détrousser ses occupants. Le bilan fut lourd : neuf morts : le couple de tenanciers, leurs six enfants et le docteur Moreaux qui était resté dormir. Les corps sont meurtris par les coups répétés des armes blanches (sabres, haches, etc.). Témoignage de la violence des faits, le rapport des médecins stipule que dans les bras de sa sœur de 16 ans, la petite dernière de 22 mois fut retrouvée avec la partie supérieure du bas-ventre tranchée, les viscères sortants...

### L'attaque du moulin deRombies
Mi-janvier 1796 durant la nuit, Moneuse et une dizaine complices s'introduisent au moulin de Rombies qu'ils avaient repéré au préalable pour préparer leur coup. C'est la femme de Philippe-Joseph Preud'Homme, Jeanne Catherine, qui est interrogée par les chauffeurs ; ils voulaient voler une grosse somme d'argent présente dans la demeure mais la femme nie encore être en possession de l'argent. Ils soulevèrent alors ses jambes et les lui plongèrent dans les flammes, elle perdit alors connaissance. Les brigands décident de partir avec pour seul butin quelques victuailles.

### Le notaire Lehon

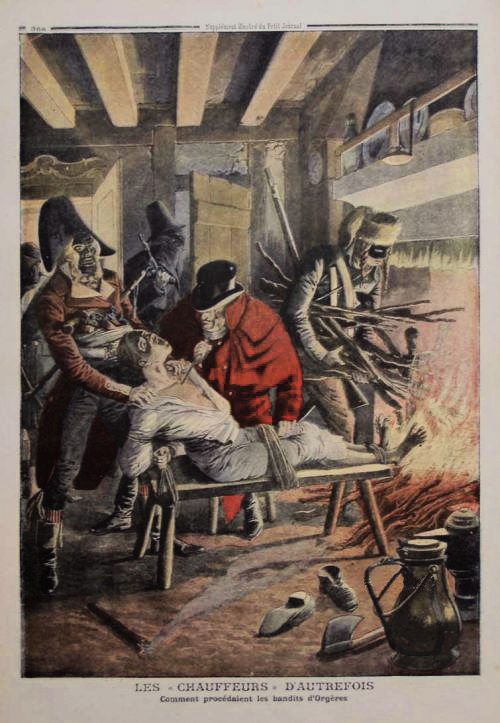
Les « chauffeurs » d'autrefois

Le 9 novembre 1796, Moneuse et sa bande (dont Nicolas Gérin) perpètrent un vol crapuleux en la demeure du notaire Lehon, à Ville-Pommerœul. Ils ligotèrent sa femme, son enfant et sa servante. Après avoir obtenu les aveux du notaire sur les emplacements de son argent, les brigands le firent quand même "passer au feu". Il fut placé sur une chaise avec ses jambes dans le feu, ce qui lui brûla gravement la plante des pieds jusqu'à ce que l’homme puisse à peine respirer, sans grands résultats.
Il fut dénoncé et capturé à l'auberge Allard de Petit-Quevy, ainsi que Nicolas Joseph Gérin, Alexandre Buisseret et le cabaretier. Ils furent d'abord écroués à la prison cantonale d’Asquillies.

## Jugement d’Antoine Moneuse le Bandit et de ses complices

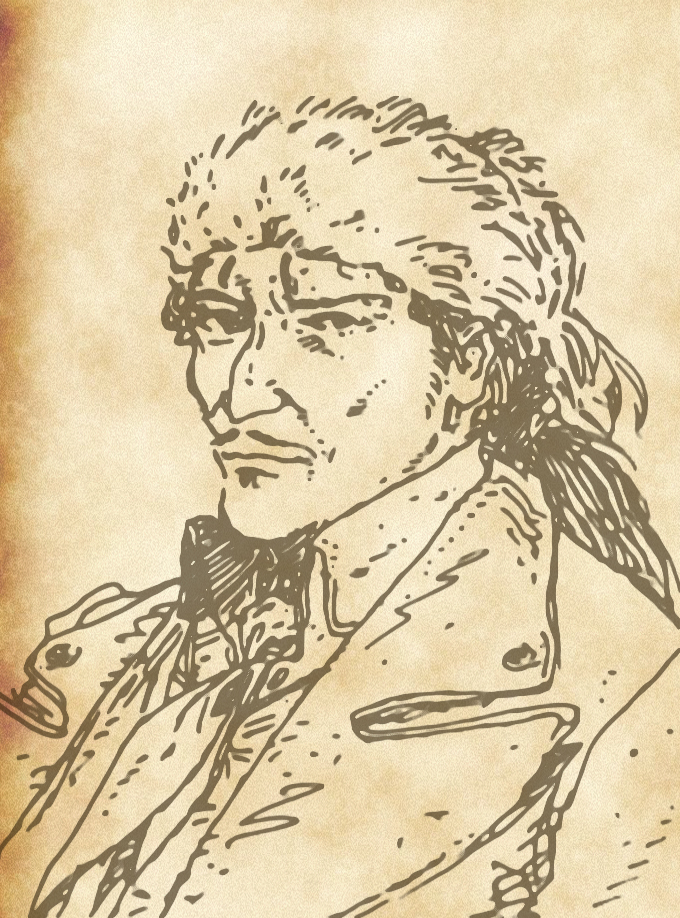
autre portrait du « capitaine Moneuse »

Antoine-Joseph Moneuse fut jugé à Mons (aujourd'hui en Belgique, mais qui à l'époque de la Révolution et sous l'Empire faisait partie du département de Jemmapes), après 9 mois d'instruction, le 20 brumaire an VI de la République (10 novembre 1797).
Il fit appel de l'arrêt de mort prononcé à Mons et fut jugé à nouveau auprès de la cour d'appel du Nord à Douai où son jugement fut confirmé.

## Lieutenants du Capitaine Moneuse
Il eut de nombreux lieutenants qui n'avaient rien d'enfants de chœur, bien au contraire, certains étaient pires que leur chef :
- Barthélémy Saussez
- Jean Joseph Troignon, originaire de La Flamengrie, mort mystérieusement en prison au début de 1795
- François François, dit « La Mouche » (décapité à Mons en 1807)
- Nicolas-Joseph Gérin, le pire de tous sans conteste, décapité avec son chef le 18 juin 1798 à Douai. Il a été entre autres l'auteur du drame de la Houlette, sur la commune de Roisin, le samedi 22 novembre 1795 (2 frimaire An IV).
- Alexandre Buisseret, né en 1768 à Frameries, dit « Gros » ou « Mongros », demeurait à Frameries et y exerçait officiellement la profession de charbonnier. Arrêté en même temps que Moneuse. Buisseret fut jugé pour vols et brigandages fut condamné à quatorze années de fer[1].Le jugement stipulait qu’avant de subir leur peine Buisseret et Félix-François Gérin : « seront préalablement conduits sur la place publique de Mons ; qu’ils y seront attachés à un poteau placé sur un échafaud ; qu’ils y demeureront exposés au regard du peuple… qu’au-dessus de leur tête, sur un écriteau, seront inscrits en gros caractères, leurs noms, leurs professions, leurs domiciles, la cause de leur condamnation et le jugement rendu contre eux… », durant six heures pour Alexandre Buisseret et deux heures pour Félix-François Gérin.

## Décès
Le 18 juin 1798, Moneuse mourut guillotiné sur la place de Douai, lui et ses complices montèrent vêtus d’une chemise rouge, destinée aux assassins et empoisonneurs, à l’échafaud.

## Brasserie
Une bière porte son nom, la "Moneuse". C'est une bière dure comme l'était le personnage qu'elle évoque. Elle est produite par la brasserie de Blaugies.